# Grand Prix Francji 1977
Grand Prix Francji 1977 (oryg. Grand Prix de France) – dziewiąta runda Mistrzostw Świata Formuły 1 w sezonie 1977, która odbyła się 3 lipca 1977, po raz drugi na torze Dijon-Prenois.
63. Grand Prix Francji, 27. zaliczane do Mistrzostw Świata Formuły 1.

## Klasyfikacja
| Legenda oznaczeń w tabelach wyników Wyświetl szablon na nowej stronie | Legenda oznaczeń w tabelach wyników Wyświetl szablon na nowej stronie                                                                     |
| Oznaczenie                                                            | Wyjaśnienie |
| --------------------------------------------------------------------- | --- |
| Złoty                                                                 | Zwycięzca lub mistrzostwo |
| Srebrny                                                               | 2. miejsce lub wicemistrzostwo |
| Brązowy                                                               | 3. miejsce lub II wicemistrzostwo |
| Zielony                                                               | Ukończył, punktował (w klasyfikacji generalnej, gdy zdobył co najmniej jeden punkt na przestrzeni sezonu, poza trzema powyższymi opcjami) |
| Niebieski                                                             | Ukończył, nie punktował (w klasyfikacji generalnej, gdy nie zdobył co najmniej jednego punktu na przestrzeni sezonu)                      |
| Czerwony                                                              | Nie zakwalifikował się (NZ) |
| Czerwony                                                              | Nie prekwalifikował się (NPK) |
| Różowy                                                                | Nie ukończył (NU) |
| Różowy                                                                | Niesklasyfikowany (NS) (w klasyfikacji generalnej, gdy nie został sklasyfikowany w żadnym wyścigu sezonu)                                 |
| Czarny                                                                | Zdyskwalifikowany (DK) |
| Czarny                                                                | Wykluczony (WYK/EX) |
| Biały                                                                 | Nie wystartował (NW) |
| Biały                                                                 | Kontuzjowany (K/INJ) |
| Biały                                                                 | Wyścig odwołany (OD/C) |
| Bez koloru                                                            | Został wycofany (WYC/WD) |
| Bez koloru                                                            | Nie przybył (NP/DNA) |
| Bez koloru                                                            | Nie brał udziału w treningach (NT/DNP) |
| Bez koloru                                                            | Nie został zgłoszony (–) |
| Pogrubienie                                                           | Start z pole position |
| Kursywa                                                               | Najszybsze okrążenie wyścigu |
| †                                                                     | Nie ukończył, ale jego rezultat został zaliczony ze względu na przejechanie więcej niż 90% dystansu wyścigu.                              |
| *                                                                     | Sezon w trakcie |
| 1/2/3                                                                 | Punktowana pozycja w sprincie kwalifikacyjnym                                                                                             |
| Lista systemów punktacji Formuły 1                                    | |

| Pos | No | Kierowca           | Konstruktor        | Okrążeń | Czas/powód NU      | Poz. Start. | Punktów |
| --- | -- | ------------------ | ------------------ | ------- | ------------------ | ----------- | ------- |
| 1   | 5  | Mario Andretti     | Lotus-Ford         | 80      | 1:39:40.13         | 1           | 9       |
| 2   | 7  | John Watson        | Brabham-Alfa Romeo | 80      | 1.55               | 4           | 6       |
| 3   | 1  | James Hunt         | McLaren-Ford       | 80      | 33.87              | 2           | 4       |
| 4   | 6  | Gunnar Nilsson     | Lotus-Ford         | 80      | + 1:11.08          | 3           | 3       |
| 5   | 11 | Niki Lauda         | Ferrari            | 80      | + 1:14.15          | 9           | 2       |
| 6   | 12 | Carlos Reutemann   | Ferrari            | 79      | + 1 okrążenie      | 6           | 1       |
| 7   | 22 | Clay Regazzoni     | Ensign-Ford        | 79      | + 1 okrążenie      | 16          |         |
| 8   | 26 | Jacques Laffite    | Ligier-Matra       | 78      | + 2 okrążenia      | 5           |         |
| 9   | 2  | Jochen Mass        | McLaren-Ford       | 78      | + 2 okrążenia      | 7           |         |
| 10  | 24 | Rupert Keegan      | Hesketh-Ford       | 78      | + 2 okrążenia      | 14          |         |
| 11  | 28 | Emerson Fittipaldi | Fittipaldi-Ford    | 77      | + 3 okrążenia      | 22          |         |
| 12  | 3  | Ronnie Peterson    | Tyrrell-Ford       | 77      | + 3 okrążenia      | 17          |         |
| 13  | 19 | Vittorio Brambilla | Surtees-Ford       | 77      | + 3 okrążenia      | 11          |         |
| NS  | 10 | Ian Scheckter      | March-Ford         | 69      | Nie sklasyfikowany | 20          |         |
| NU  | 20 | Jody Scheckter     | Wolf-Ford          | 66      | Wypadek            | 8           |         |
| NU  | 8  | Hans Joachim Stuck | Brabham-Alfa Romeo | 64      | Wypadek            | 13          |         |
| NU  | 17 | Alan Jones         | Shadow-Ford        | 60      | Przen. napędu      | 10          |         |
| NU  | 37 | Arturo Merzario    | March-Ford         | 27      | Skrz. biegów       | 18          |         |
| NU  | 4  | Patrick Depailler  | Tyrrell-Ford       | 21      | Wypadek            | 12          |         |
| NU  | 16 | Riccardo Patrese   | Shadow-Ford        | 6       | Silnik             | 15          |         |
| NU  | 31 | David Purley       | LEC-Ford           | 5       | Wypadek            | 21          |         |
| NU  | 34 | Jean-Pierre Jarier | Penske-Ford        | 4       | Wypadek            | 19          |         |
| NZ  | 9  | Alex Ribeiro       | March-Ford         |         |                    |             |         |
| NZ  | 27 | Patrick Nève       | March-Ford         |         |                    |             |         |
| NZ  | 30 | Brett Lunger       | McLaren-Ford       |         |                    |             |         |
| NZ  | 25 | Harald Ertl        | Hesketh-Ford       |         |                    |             |         |
| NZ  | 18 | Larry Perkins      | Surtees-Ford       |         |                    |             |         |
| NZ  | 39 | Héctor Rebaque     | Hesketh-Ford       |         |                    |             |         |
| NZ  | 18 | Patrick Tambay     | Surtees-Ford       |         |                    |             |         |
| NZ  | 35 | Conny Andersson    | BRM                |         |                    |             |         |